# Erbschaftsteuer in Slowenien
In Slowenien wird bei einem Erwerb von Todes wegen eine Erbschaftsteuer und bei einer unentgeltlichen Zuwendung unter Lebenden eine Schenkungsteuer erhoben.

## Rechtsgrundlage und Steuerpflicht
Die Erbschaftsteuer wird aufgrund des Bürger-Steuer-Gesetzes erhoben. Es wurde zuletzt im Rahmen einer großen Steuerreform im Jahre 2006 geändert, wobei die Steuersätze für ferne Verwandte und Dritte (im Spitzensatz von 30 % auf 39 %) erhöht wurden. Die Steuer steht den lokalen Selbstverwaltungskörperschaften zu. Die Steuer fällt in Form einer Erbanfallsteuer an, wobei steuerpflichtig ist, wer in Slowenien seinen Wohnsitz hat. Sie bezieht sich nicht auf ausländisches Vermögen. Steuerpflichtig sind auch erwerbende juristische Personen.
Maßgebend ist der Verkehrswert des Nachlasses nach Abzug von Verbindlichkeiten und sonstigen Belastungen. Immobilien werden nur mit 80 % des Schätzwertes angesetzt.

## Steuerklassen und Befreiungen
Die Erben werden in vier Steuerklassen eingeteilt:
- Steuerklasse I: direkte Abkömmlinge (Kinder, Enkel), Ehegatten, Lebensgefährten, andere Personen, die mit dem Erblasser in dauernder Lebensgemeinschaft gelebt haben[2]
- Steuerklasse II: Eltern, Geschwister und deren Abkömmlinge
- Steuerklasse III: Großeltern
- Steuerklasse IV: alle sonstigen Personen

Von der Erbschaftsteuer befreit sind alle Erben der Steuerklasse I.
Im Übrigen entfällt die Erbschaftsteuer bezüglich folgender Nachlassgegenstände:
- bewegliches Vermögen bis zu einem Wert von 5.000 Euro
- Hausrat
- Wohnhäuser oder Wohnungen, soweit der Erbe nicht bereits mehr als ein Haus oder eine Wohnung besitzt und in der ererbten Immobilie mit dem Erblasser zusammen gewohnt hat
- landwirtschaftliche Betriebe oder landwirtschaftlicher Grund, wenn der Erbe Landwirt ist
- Betriebe, wenn diese vom Erwerber fortgeführt werden[4]

Von der Steuer befreit sind auch Zuwendungen an gemeinnützige Organisationen.

## Steuersätze
Die Erbschaftsteuer errechnet sich nach in den Steuerklassen II bis IV jeweils entsprechend den innerhalb des Nachlasses gebildeten ansteigenden Wertgruppen ebenfalls ansteigenden Steuersätzen, das heißt, dass für jede Wertgruppe aufgrund des anzuwenden Steuersatzes die Erbschaftsteuer ermittelt wird (progressiver Teilmengenstufentarif). Der Spitzensteuersatz wird ab einem Erbschaftswert von 400.000 Euro erhoben. Es kommen folgende Steuersätze zur Anwendung:
- Steuerklasse II: 0.5 % bis 14 %
- Steuerklasse III: 08 % bis 17 %
- Steuerklasse IV: 12 % bis 39 %

## Verfahren
Der steuerpflichtige Erbe hat die Erbschaft binnen 15 Tagen der Steuerbehörde anzuzeigen, die ihrerseits durch Übersendung des Erbschaftsverzeichnisses durch das Nachlassgericht unterrichtet wird. Auf der Grundlage der Aufstellung des Nachlassgerichts wird der Nachlass bewertet. Die festgesetzte Steuer ist innerhalb von 30 Tagen zu zahlen. 

## Schenkungsteuer
Schenkungsteuer wird nach denselben Regeln wie die Erbschaftsteuer erhoben, wobei für den Wert der unentgeltlich zugewandte Gegenstand maßgebend ist.